# Irish Blood, English Heart
«Irish Blood, English Heart» (в переводе с англ. «Ирландская кровь, английское сердце») — песня альбома You Are the Quarry (2004) английского певца Моррисси. Сингл с песней был выпущен 4 мая 2004 в США и 10 мая 2004 в остальных странах. Композиция была использована в качестве саундтрека к игре FIFA 2005.

## Список композиций

### Виниловая пластинка формата 7” и первая версияCD(Великобритания)
1. «Irish Blood, English Heart»
2. «It’s Hard to Walk Tall When You’re Small»

### Вторая версия CD (Великобритания)
1. «Irish Blood, English Heart»
2. «Munich Air Disaster 1958»
3. «The Never Played Symphonies»

### CD (США) и виниловая пластинка формата 12” (Великобритания)
1. «Irish Blood, English Heart»
2. «It’s Hard to Walk Tall When You’re Small»
3. «Munich Air Disaster 1958»
4. «The Never Played Symphonies»

| Страна | Лейбл            | Формат    | Арт.     |
| ------ | ---------------- | --------- | -------- |
| UK     | Attack/Sanctuary | 7" vinyl  | ATKSI002 |
| UK     | Attack/Sanctuary | 12" vinyl | ATKTW019 |
| UK     | Attack/Sanctuary | CD#1      | ATKXS002 |
| UK     | Attack/Sanctuary | CD#2      | ATKXD002 |

## Музыканты
- Моррисси — вокал
- Алан Уайт — гитара
- Боз Бурер — гитара
- Гэри Дэй — бас-гитара
- Дин Баттерворт — ударные
- Роджер Мэннинг — клавишные

## Концертное выступление
Песня исполнялась Моррисси на концертах его туров 2002, 2004, 2006 и 2007 годов. С тура 2004 года она была записана и выпущена на DVD Who Put the M in Manchester?.